# Обри де Вер I
Обри де Вер I (или Альберик де Вер; англ. Aubrey de Vere; до 1040 — около 1112) — англо-нормандский землевладелец, перебравшийся в Англию после нормандского завоевания. Его предки происходили из Нормандии или Бретани. В Англии он получил от Вильгельма I Завоевателя владения в нескольких графствах (в основном — в Восточной Англии). Эти владения составили феодальную баронию, центром которой стал Хедингемский замок. Кроме того, Обри в 1184 году упоминается как камергер, а в «Книге Страшного суда» — как камергер королевы. Шериф Беркшира в 1100/1105 году.
Обри основал дом де Веров, представители которого с середины XII века вплоть до 1703 года носили титул графа Оксфорда.

## Биография
Точное происхождение Обри не установлено. Предполагается, название рода де Вер (фр. Vere) связано с селением Вер в Нормандии, но возможно, что его предки были родом из Бретани. Однако нет никаких доказательств, чтобы Обри или его потомки владели какими-то землями в Нормандии или Бретани. Возможно, что он был младшим сыном нормандского рыцаря, добившимся успеха в Англии после Нормандского завоевания.
Родился Обри, возможно, до 1040 года. В документах упоминается «Альберик де Вер» (лат. Alberico de Ver), который засвидетельствовал хартию герцога Бретани Конана II (правил в 1057—1066 годах), однако, как отмечает «The Complete Peerage», не существует доказательств его идентичности с основателем рода де Веров. Как отмечает автор сайта «Foundation for Medieval Genealogy», в этом случае годы деятельности данного Альберика должны приходиться на слишком длительный период — с 1057/1066 до примерно 1112 года, поэтому считает, что Обри де Вер и Альберик де Вер — это разные люди.
Самая ранняя история семьи де Веров содержится в картулярии Абингдонского аббатства. Впервые Обри упоминается в качестве камергера (лат. camerarius), засвидетельствовавшего королевскую хартию в 1084 году. «Книга Страшного суда» упоминает «земли, принадлежавшие графу Обри», включая Комптон, Даррингтон, Уинтерслоу в Уилтшире, а также Иффли и Минстер в Оксфордшире, однако нет никаких известий о том, чтобы Обри де Вер носил графский титул. В настоящее время данный «граф Обри» идентифицируется с Обри де Куси. При этом в «Книге Страшного суда» упоминается «Альберик камергер королевы» (лат. Alberic Camerarius Regine), который, вероятно, был одним лицом с Обри де Вером; он владел 42 поместьями в графствах Кембриджшир, Суффолк, Хантингдоншир и Эссекс и в качестве главного арендатора и 25 поместьями в графствах Кембриджшир, Нортгемптоншир, Суффолк, Хантингдоншир и Эссекс в качестве субарендатора. Большая часть владений Обри была сосредоточена в Восточной Англии — в графствах Эссекс, Суффолк и Кембридшир. До нормандского завоевания эти земли по большей части принадлежали знатному англосаксонскому тэну Вульфвину. Владения в итоге стали основой для феодальной баронии, центром которой стал Хедингемский замок.
Между 1100 и 1105 годами Обри был шерифом Беркшира.
Известно, что Обри и его жена Беатрис были покровителями Абингдонского аббатства в Беркшире (современный Оксфордшир). По просьбе своего старшего сына не позже чем в 1106 году он передал аббатству церковь в Кенсингтоне и землю размером в 2 гайды и 1 виргату. Кроме того, рядом со своим поместьем Колн в Эссексе (современное поселение Эрлс Колн), который, вероятно, был для них «загородной резиденцией», они основали Колнский монастырь, подчинённый Абингдонскому аббатству. Также Обри пожертвовал земли размером в 1,5 рыцарских фьефа аббатству Святого Эдмунда.
Обри умер не позже 1113 года (возможно, в 1112 году) в Колне и был похоронен рядом с женой в монастырской церкви, посвящённой Святой Марии. В дальнейшем на протяжении 14 поколений эта церковь стала семейной гробницей де Веров.

## Брак и дети
Обри де Вер не позже 1086 года женился на некой Беатрис, происхождение которой не установлено. В «Книге Страшного суда» упоминается «жена Обри де Вера», которая владела четырьмя поместьями в Эссексе (двумя в качестве главного арендатора, и двумя — в качестве субарендатора).
Их дети:
- Жоффруа (Джеффри) де Вер (ум. до 1112)[7].
- Обри де Вер II (ум. 1141), феодальный барон Хедингем примерно с 1112 года, камергер короля с 1133 года, администратор королей Генриха I и Стефана Блуаского[7].
- Роджер де Вер[7].
- Роберт де Вер (ум. после 1141)[7].
- Уильям де Вер, священнослужитель[7].